# Diaphanidae
Diaphanidae zijn een familie van weekdieren uit de klasse van de Gastropoda (slakken).

## Onderfamilie
- Diaphaninae Odhner, 1914 (1857)